# Dietmar Pellmann
Horst Dietmar Pellmann (* 19. Dezember 1950 in Pretzschendorf; † 2. Mai 2017) war ein deutscher Politiker (Die Linke). Er war von 1999 bis 2014 Mitglied des Sächsischen Landtags.

## Leben
Dietmar Pellmann absolvierte nach seinem Abitur von 1969 bis 1973 ein Studium der Geschichte in Leipzig. In den Jahren 1973 bis 1981 war er als Assistent beziehungsweise Oberassistent am Franz-Mehring-Institut der Universität Leipzig tätig. 1977 wurde er zum Dr. phil. promoviert. Von 1981 bis 1984 erhielt er eine B-Aspirantur in Berlin und schloss dort mit dem Dr. sc. ab. Anschließend übernahm er von 1985 bis 1991 die Aufgabe eines Hochschuldozenten an der Karl-Marx-Universität Leipzig. Von 1991 bis 1994 war er als Pressesprecher des Behindertenverbandes Leipzig e. V. tätig.
Pellmann war konfessionslos, verheiratet und hatte drei Kinder, darunter Sören Pellmann, der Bundestagsabgeordneter ist.

## Politik
Dietmar Pellmann trat 1972 in die SED ein. Er war von 1994 bis 2001 Vorsitzender der Nachfolgepartei PDS Leipzig. Ab 1991 war er Mitglied im Leipziger Stadtrat. Ab Oktober 1999 war er Abgeordneter im Sächsischen Landtag und vertrat dort den Wahlkreis Leipzig 3. Im Landtag war er bis Ende der 4. Wahlperiode (2004–2009) Mitglied im Ausschuss für Soziales, Gesundheit, Familie, Frauen und Jugend sowie Mitglied im 2. Untersuchungsausschuss der 4. Wahlperiode. Im März 2006 unterzeichnete Pellmann den Gründungsaufruf der vom Bundesamt für Verfassungsschutz (BfV) beobachteten, als linksextremistisch eingestuften Antikapitalistischen Linken (AKL). Bei der Landtagswahl in Sachsen 2009 am 30. August konnte Dietmar Pellmann mit 31,3 % der Erststimmen das Direktmandat in seinem Wahlkreis erneut erringen. In der 5. Wahlperiode war er Mitglied im Ausschuss für Soziales und Verbraucherschutz. Für seine Fraktion war er Fachsprecher für Sozialpolitik.